# Tadeusz Maj (polityk)
Tadeusz Maj (ur. 17 kwietnia 1924 w Strzelcach Małych, zm. 4 września 1995) – polski doktor nauk rolniczych i polityk, poseł na Sejm PRL VII i VIII kadencji.

## Życiorys
Syn Józefa i Zofii. W czasie II wojny światowej był (od stycznia 1943) działaczem Batalionów Chłopskich. Od 1945 do 1946 kształcił się w Oficerskiej Szkole Broni Pancernej w Modlinie, uzyskując stopień podporucznika. Studiował na Wydziale Rolniczym Uniwersytetu Jagiellońskiego, uzyskując w 1953 stopień inżynierski. W 1954 został magistrem na Wydziale Zootechnicznym Wyższej Szkoły Rolniczej w Krakowie. W latach 1954–1972 był zatrudniony w Rolniczych Zakładach Doświadczalnych w Krakowie. W 1965 uzyskał stopień doktora nauk rolniczych.
Od 1972 do 1974 był zastępcą przewodniczącego prezydium Wojewódzkiej Rady Narodowej w Krakowie, następnie był wicewojewodą krakowskim. Przez dwie kadencje pełnił też mandat radnego Dzielnicowej Rady Narodowej w Krakowie. Od czerwca 1975 był prezesem Wojewódzkiego Komitetu Zjednoczonego Stronnictwa Ludowego w Tarnowie (do 1980) oraz ponownie wiceprzewodniczącym WRN. W latach 1976–1984 zasiadał w Naczelnym Komitecie ZSL, od października 1980 do maja 1981 będąc jego sekretarzem. Należał też do Związku Bojowników o Wolność i Demokrację oraz pełnił funkcję we Froncie Jedności Narodu.
W 1976 i 1980 uzyskiwał mandat posła na Sejm PRL VII i VIII kadencji z okręgu Tarnów. Przez dwie kadencje zasiadał w Komisji Rolnictwa i Przemysłu Spożywczego, a w VIII kadencji ponadto w Komisjach do Spraw Samorządu Pracowniczego Przedsiębiorstw; Oświaty, Wychowania, Nauki i Postępu Technicznego; Rolnictwa, Gospodarki Żywnościowej i Leśnictwa oraz w Komisji Nadzwyczajnej do rozpatrzenia projektu ustawy o spółdzielniach i ich związkach.

## Odznaczenia
- Krzyż Kawalerski Orderu Odrodzenia Polski